# Ржевский мемориал (остановочный пункт)
Рже́вский мемориа́л — остановочный пункт Московского региона Октябрьской железной дороги, расположенный на территории сельского поселения Хорошево городского округа Ржев Тверской области примерно в 2,5 км к северу от Ржевского мемориала.

## История
Идея о строительстве остановочного пункта впервые была озвучена на открытии Ржевского мемориала в июне 2020 года губернатором Тверской области Игорем Руденей. 16 декабря 2020 года были озвучены планы о строительстве остановочного пункта.
Название «Ржевский мемориал» для остановочного пункта было выбрано в ходе интернет-голосования в феврале 2021 года.
Непосредственное возведение остановочного пункта было начато 5 февраля 2021 года, однако предварительные работы (земляные работы, выравнивание строительной площадки, установка трансформаторной подстанции) были осуществлены ранее. Сдача объекта была запланирована на май того же года. В марте 2021 года был осуществлена тестовая поездка поезда «Ласточка» до остановочного пункта. В апреле 2021 года был завершён монтаж кровли пассажирского вокзала (павильона), а 6 мая того же года остановочный пункт был открыт и до него пущены поезда «Ласточка», следующие из Москвы. В июне 2021 года «Ласточки» на постоянной основе были продлены далее, до станции Муравьёво.
В день открытия остановочного пункта «Ржевский мемориал» были вручены награды специалистам, участвовавшим в его строительстве Игорем Руденей и руководителем РЖД Олегом Белозёровым. В открытии участвовали ветераны Великой Отечественной войны.
В день открытия озвучивались планы, а в декабре 2021 года на совещании правительства Тверской области обсуждалось продление электрификации линии до остановочного пункта и далее до станции Муравьёво. В июле 2022 года прошло заседание рабочей группы по данному вопросу.

## Описание

### Общая информация
Остановочный пункт торжественно открыт 6 мая 2021 года; приказ Росжелдора об открытии остановочного пункта вышел 13 августа 2021 года. В соответствии с приказом остановочный пункт выполняет пассажирские операции по классу «Б» (продажа билетов на все пассажирские поезда; приём и выдача багажа не производятся) и внесён в Тарифное руководство № 4.

### Расположение
Остановочный пункт располагается на однопутном неэлектрифицированном участке Октябрьской железной дороги. Населённые пункты в непосредственной близости отсутствуют. Западнее остановочного пункта располагается кирпичный завод, южнее протекает река Большая Лоча.
Рядом с остановочным пунктом располагается автобусная остановка «Платформа Ржевский мемориал», от которой автобусы следуют по направлению к самому мемориалу, а также в Ржев и Тверь.

### Инфраструктура
Состоит из одной боковой высокой платформы длиной 170 метров и шириной 6 метров, оборудованной навесами с USB-зарядками. Платформа выполнена из композитных материалов, покрыта гранитной крошкой и стоит на штифтовых фундаментах.
Рядом с платформой располагается вокзальное здание (павильон). В здании вокзального павильона располагаются билетные кассы, кафетерий, зона ожидания с креслами и музейная экспозиция, посвящённая Великой Отечественной войне.
К платформе от мемориала в июле 2022 года были проложена пешеходная и велосипедная дорожки с Wi-Fi.
В 2021 году пункт Ржевский Мемориал оснащён системой информирования пассажиров: электронные перонные, информационные табло и система "ЭкИнформ"

### Достопримечательности
- Ржевский мемориал, располагающийся в 2,5 км южнее остановочного пункта.
- Паровоз Эр 785-51 (непосредственно около платформы)[7].

## Пассажирское движение
Через остановочный пункт проходят пригородные поезда Ржев-Балтийский — Русаново, Муравьёво — Шаховская (обслуживаемые МТППК), а также поезда типа «Ласточка», следующие по маршруту Рижский вокзал — Муравьёво (обслуживаемые ЦППК).
В декабре 2022 года появилась информация о том, что поезда «Ласточка» до остановочного пункта планируется отменить с января 2023 года, против чего выступили некоторые местные жители. 23 декабря 2022 года стало известно, что «Ласточки» (и их количество), следующие от Москвы до Ржевского мемориала, будут сохранены.
Поезда дальнего следования следуют через остановочный пункт без остановки.

## Фотогалерея

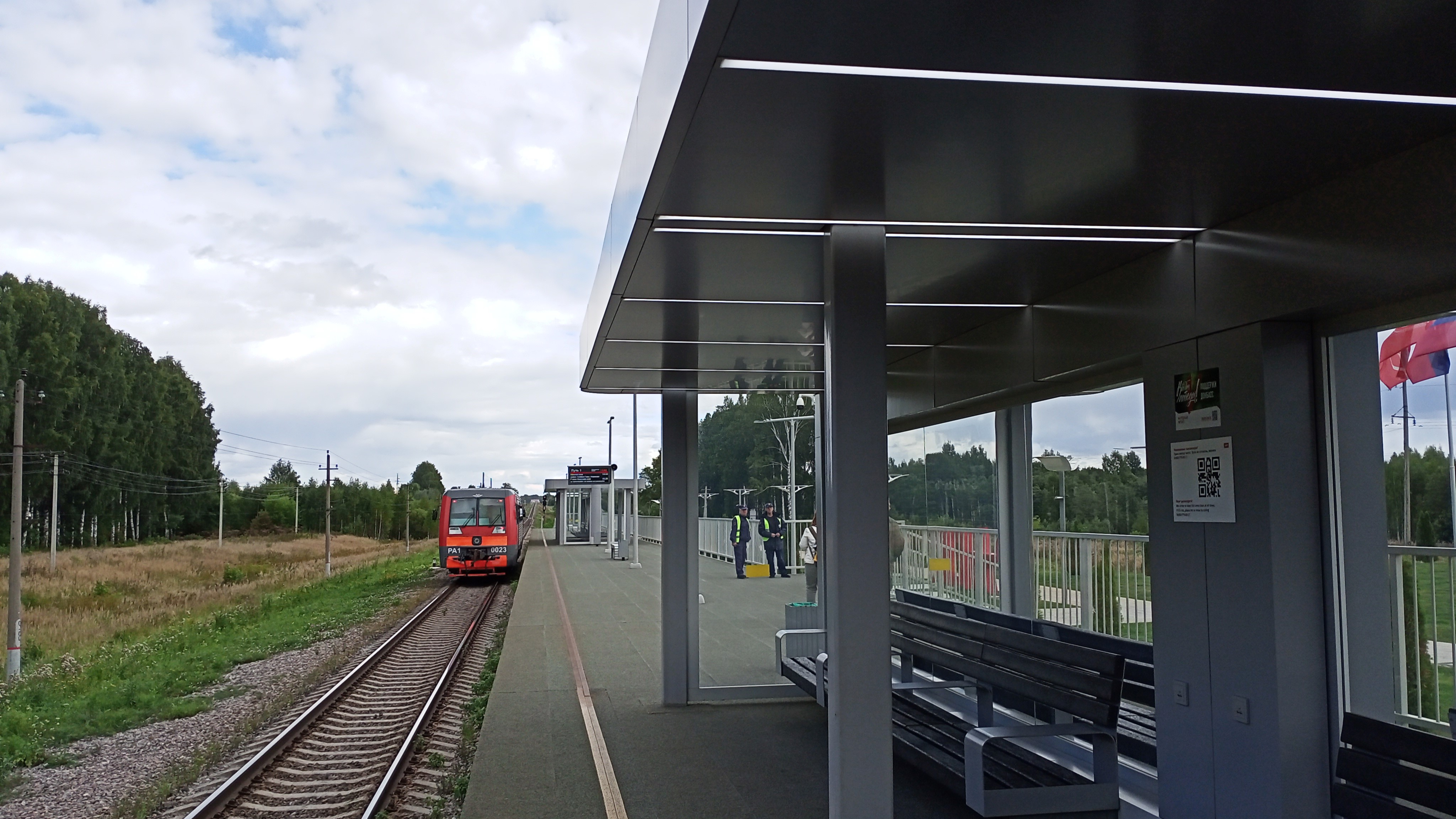
Вид на платформу в сторону Ржева. На путях рельсовый автобус РА1
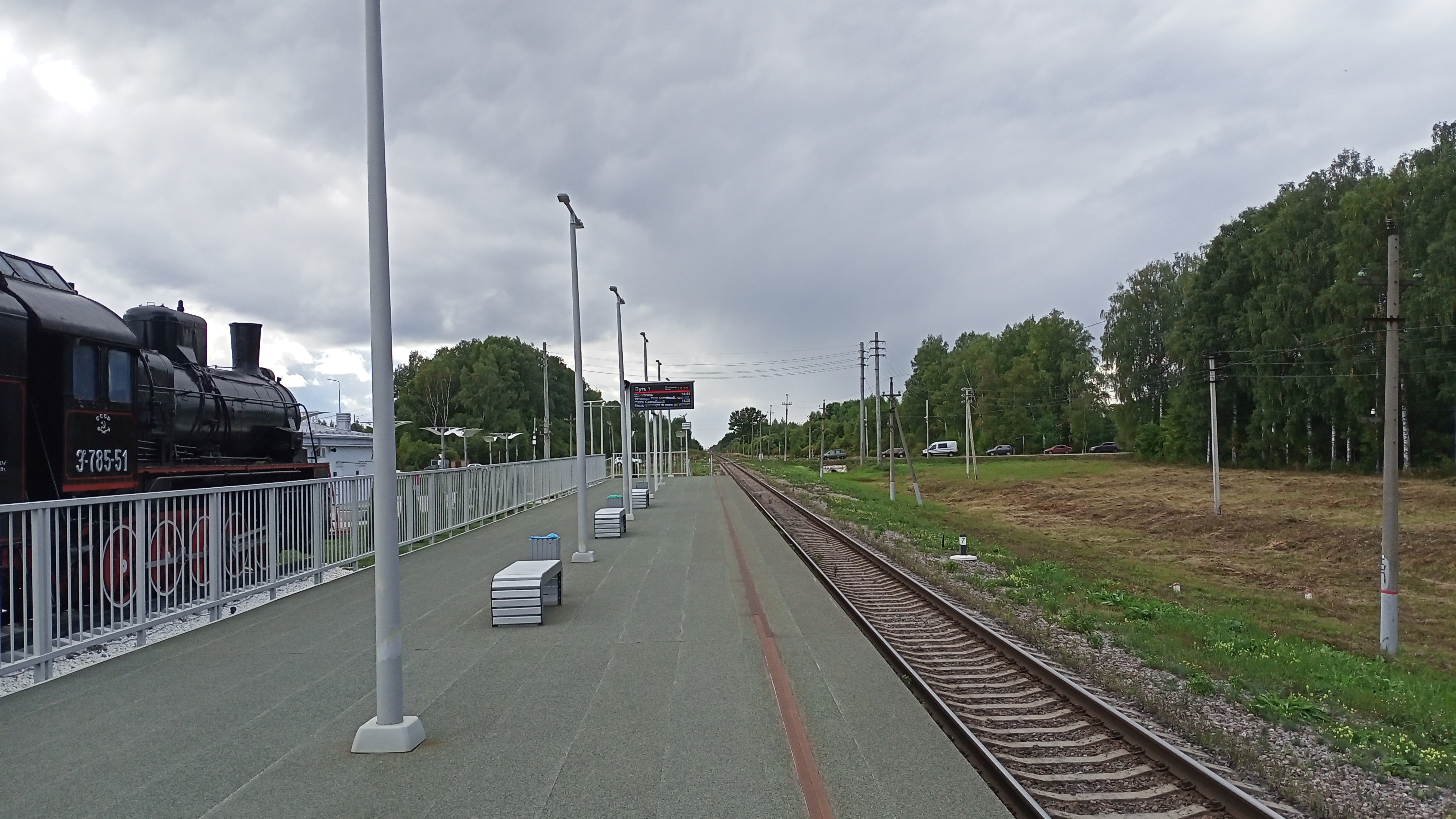
Вид на платформу в сторону Муравьёво. Слева паровоз Эр785-51
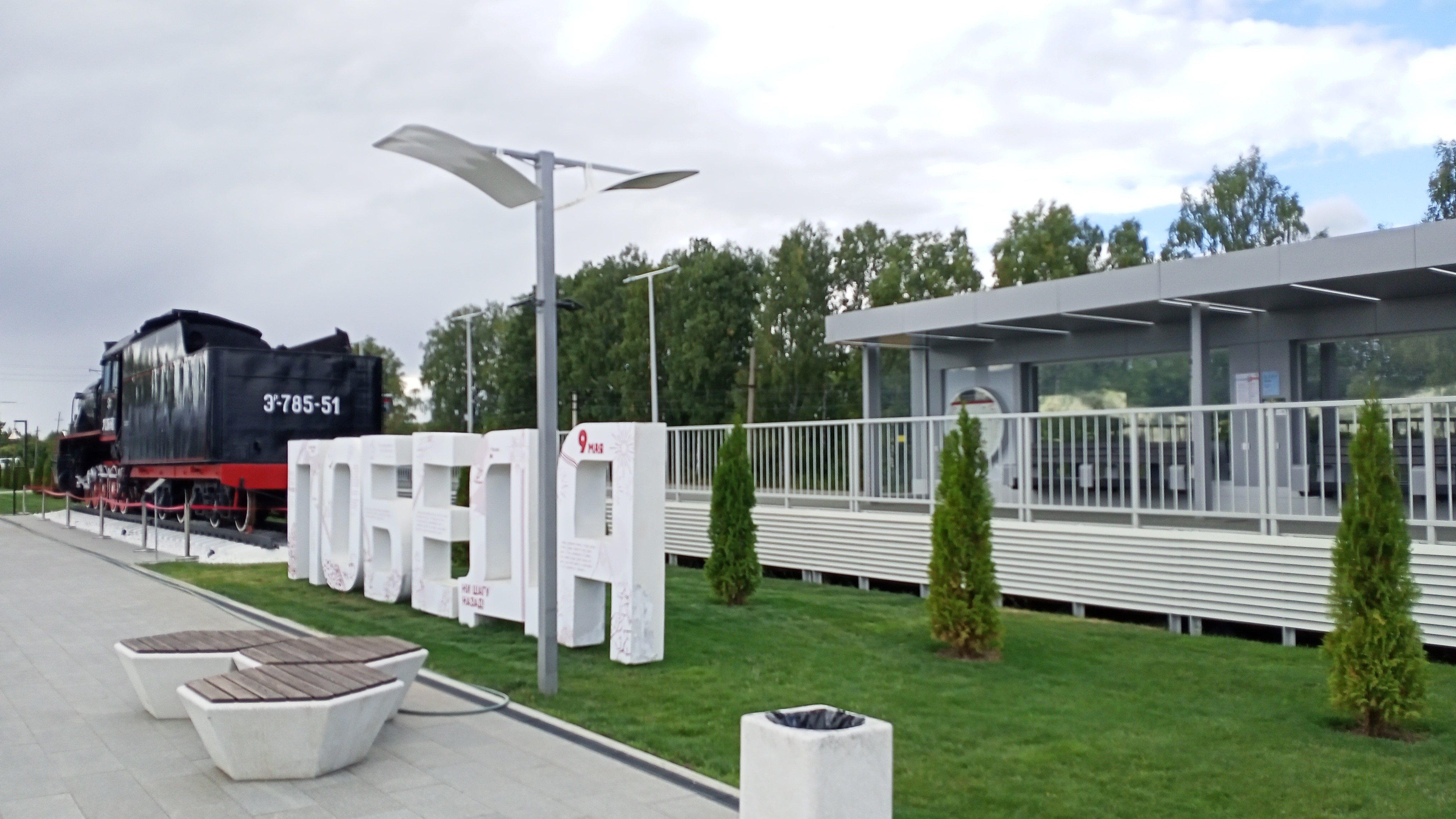
Вид на платформу со стороны автобусной остановки
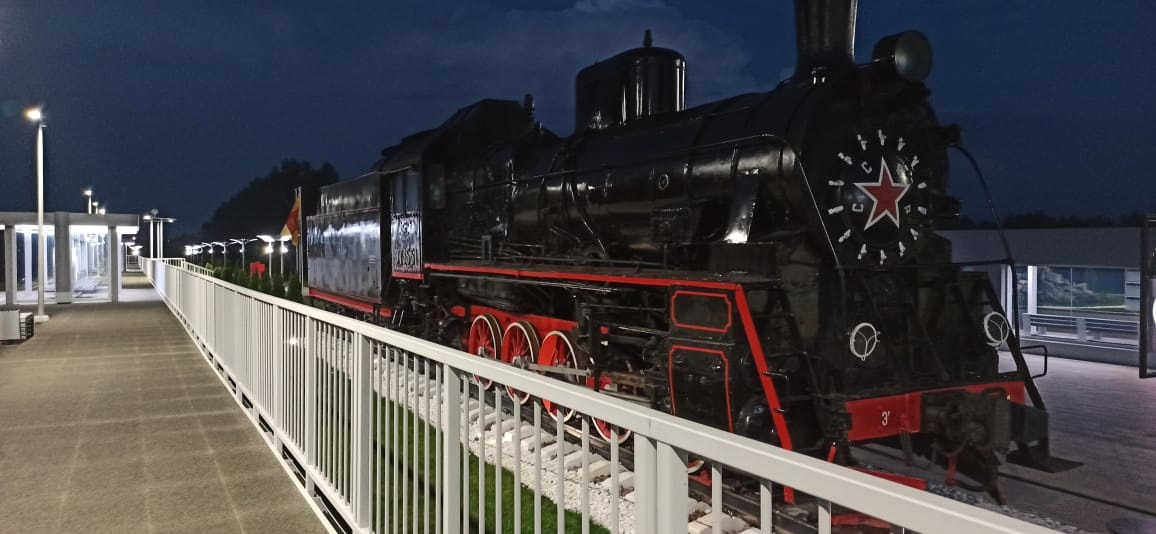
Вид на паровоз-памятник